# Oldřich Španiel

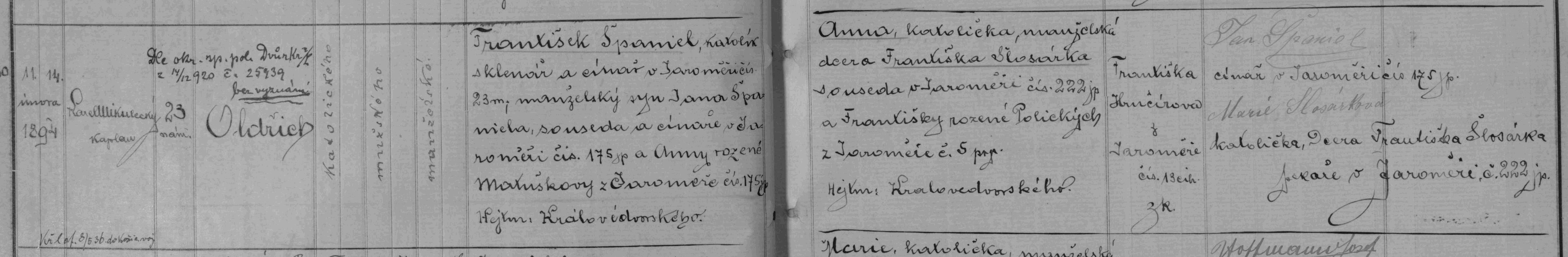
matriční zápis o narození a křtu Oldřicha Španiela (matrika N 1893-1901 Jaroměř (SOA Zámrsk))

Oldřich Španiel (11. února 1894 Jaroměř – 29. listopadu 1963 Praha) byl český generál a československý legionář v Rusku a ve Francii.

## Život
Narodil se v Jaroměři v rodině sklenáře a cínaře Františka Španiela. V letech 1909–1913 studoval v Hradci Králové C.k. Ústav pro vzdělávání učitelů. Po vypuknutí první světové války byl odveden a poslán s 11. zeměbraneckým pěším plukem na východní frontu, kde byl zajat. V rakouské armádě dosáhl hodnosti poručíka. V dubnu 1917 se v Borispolu přihlásil do československých legií a byl zařazen k 8. střeleckému pluku. Ještě téhož roku pak odjel s transportem vedeným Otakarem Husákem do Francie, kde byl zařazen k 21. československému střeleckému pluku.
Po návratu v lednu 1921 ukončil svoje působení v československých legiích, ale zůstal v činné službě nově vzniklé Československé armády. V letech 1921–1922 absolvoval Vojenskou školu v Saint-Cyr ve Francii a v dalším studiu pokračoval na Válečné škole v Praze. Tu roku 1924 absolvoval a v letech 1929–1932 byl (již v hodnosti podplukovníka) československým vojenským přidělencem v Polsku. Po návratu z polské mise v letech 1935–1937 zastával funkci náčelníka Zemského vojenského velitelství v Košicích a v letech 1937–1938 velel 4. Horskému pluku v Jelšavě. Navíc v letech 1932–1939 vyučoval coby profesor na Vysoké škole vojenské v Praze. V nastalé politické situaci, která vyústila v obsazení Československa německým vojskem, plukovník Oldřich Španiel v červnu 1939 emigroval do Francie.
V nucené emigraci vykonával v letech 1939–1944 československého vojenského přidělence v USA a následně v letech 1944–1946 byl přednostou Vojenské kanceláře prezidenta republiky. Od 16. dubna 1945 se stal velitelem 1. čs. samostatné brigády v SSSR, se kterou se účastnil bojů na Malé Fatře, v údolí Váhu, na Javornících a u Holešova. S 1. čs. samostatnou brigádou došel až do Prahy. Je spoluodpovědný za masakr v Postoloprtech, při kterém bylo zmasakrováno několik stovek německých civilistů. V říjnu 1945 byl povýšen do hodnosti divizního generála a byl velitelem 1. armádního sboru v Praze. V letech 1947–1948 byl zástupcem velitele první vojenské oblasti a absolvoval v Praze Kurs pro generály a vyšší velitele. V letech 1948–1949 byl velitelem Vojenského historického ústavu v Praze.
Zemřel v Praze roku 1963.